# Mansa funerea
Mansa funerea är en stekelart som beskrevs av Turner 1919. Mansa funerea ingår i släktet Mansa och familjen brokparasitsteklar. Inga underarter finns listade i Catalogue of Life.